# Марко Шумлянський
Марко Шумлянський гербу Корчак — український шляхтич, нащадок бояр. Представник православного роду Шумлянських.

## З життєпису
Фундатор Церкви Успіння Пресвятої Богородиці в Крилосі, яку збудували близько 1586 року.
Один з православних галицьких шляхтичів, які у 1539—1540 роках підписували петиції до митрополита у справі Галицької православної єпархії.
В Успенській церкві є надмогильна плита фундатора, на якій викарбувано: «Тут лежит Марко Шумлянський на великих й малих шумлянах дедичний пан, церквисти кафедральной галицкой фундатор, жил лет пе (85) преставился за короля полского Зигмунта Августа, року Божий АФЛЕ». Плита встановлена в 1991 році неподалік центрального входу церкви.
Дружина — з роду Лагодовських, з якою в них народився син Максим.